# Тавлія
Тавлія (староцерк.-слов. тавлѣя, дав.-гр. «τάβλαις») або гнефатафл — це сімейство стародавніх стратегічних настільних ігор, в які грають на картонному, дерев'яному або шкіряному ігровому столі з двома арміями з нерівною чисельністю. Тавлія являє собою варіант ранньої скандинавської настільної гри під назвою тафл або гнефатафл у сучасній літературі.
Тавлія поширилась всюди де були вікінги, включаючи Київську Русь, Ісландію, Британію, Ірландію та Лапландію.  Версії Тавліїв, до складу яких входять Гнефатафл, Алеа Евангеліі, Таулбардд (Уельс), Брандуб, Ард Рі і Таблут, відтворювалися в більшій частині Північної і Східної Європи, починаючи з 400 р. до н. е., поки її не витіснили шахи і шашки в ХІІ столітті.

## Історія

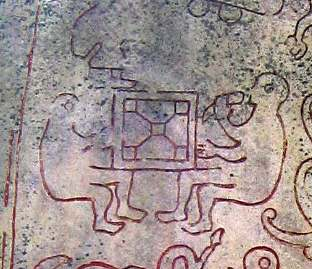
Ілюстрація гри в тавлію на камені

### Гнефатафл (Тавлія)в Сагах
Гнефатафл згадується в деяких середньовічних сагах, включаючи сагу Оркнеінга, сагу Фрешюф , сагу Ерварара та інші. Ці три періоди встановлення гнефатафла пропонують деякі важливі підказки про гру. 
У сагі «Orkeyinga» чудова позиція «Гнефатафла» виявляється в дев'яти похвалах ярла Рьогвальда Калі Колссона, який перевершує свій список з майстерністю в Тафлі.  У самій Friðjjófs розмова про гру гнефатафл показує, що чоловіки короля червоні, а атакуючі — білі, і що слово hnefi дійсно відноситься до царя. Найбільш виразні — але все ще неоднозначні — ключі до гнефатафл лежать у серії загадок, сформульованих персонажем, ідентифікованим як Одін в маскуванні в епоху Ерварара. Одна загадка, як зазначалося в Hauksbók, називається «безтурботні покоївки, які борються навколо свого пана, коричневого/червоного». Можна також зазначити, що присвоєння кольору коричневого або червоного для захисників та чорний або білий для атакуючих відповідає сагі Friðjjófs.

#### Заборона в Московському царстві
Соборна заборона Російською православною церквою на тавлі був прийнятий у 1551 році Стоглавим собором:
Святого вселенського шостого собору правило 50 і 51 забороняє будь-які грання. П'ятдесяте правило собору цього забороняє грати всім і паламарем, і мирським людям в зерню, і шахи, і тавлі, і вліріямі, рекше кістьми, та іншими такими іграми. П'ятдесят перше правило — усіляке грання забороняє і відмітає і паламарем, і простим людям.
Глава 92 Стоглавого собору «Про ігри еллінських біснувань»

## Правила
До нашого часу не збереглися записані правила. Відомо, що грали на дошках з клітинками від 7х7 до 19х19. Центральна клітинка називалася троном і на неї не могли ступати інші фігури, окрім короля. Білі фігури розставлялися в центрі навколо короля. Перший хід робили чорні. Гравці роблять хід по черзі у будь-якому напрямку так само як тура у сучасних шахах. Фігури не можуть стрибати через інші. На малих дошках можна проходить крізь трон короля, тоді як на великих це заборонено. Ціллю гри є проведення короля на куток дошки для білих і оточення короля для чорних. Оточити короля можна притиснувши його до краю, чи з іншими білими фігурами.
Можливо існували варіанти гри, де хід регулювався кинутими кубиками.

### Положення фігур
У різних варіантів гри було різне розміщення фігур на початку гри.

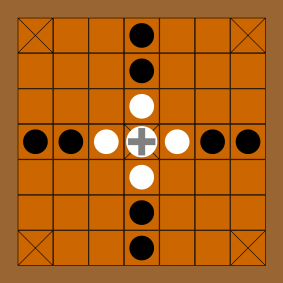
Брандубх
Ард Рі
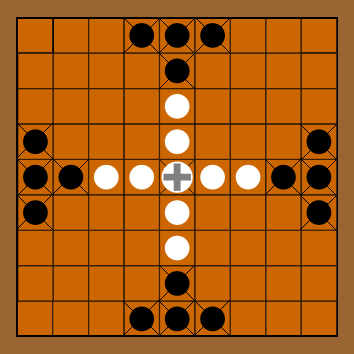
Таблут
Тавлбверд
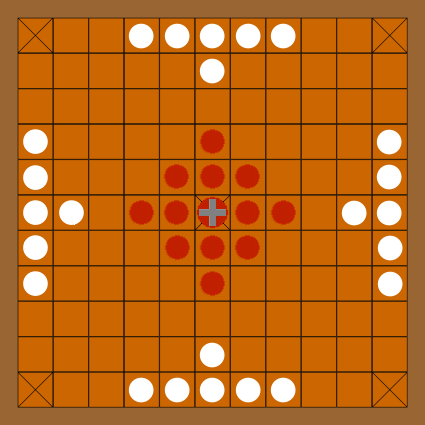
Гнефатафл
Алея Евангелія

### Брандубх
Брандуб (ірл: Brandub — чорний ворон) був ірландським варіантом тафл. З двох віршів  відомо, що з п'ятьма людьми грали проти восьми, і що один з п'яти — це «Браан», або начальник. Знайдено кілька 7×7 дощок, найвідоміша — складана дерев'яна дошка, знайдена в Балліндерр у 1932 році, з отворами для прив'язних частин, можливо, щоб забезпечити переносимість гри.

### Ард Рі
Ард Рі (гаельська: Ard Ri — Високий король) — це шотландський варіант тафлоту, який грали на дошці 7×7 з королем і вісьмома захисниками проти шістнадцяти нападників.

### Таблут
Цей варіант з Лапландії — найкраща документально підтверджена версія.  Карл Лінней записав правила та малюнки дошки у своєму журналі під час 1732 експедиції в Лапландію.  Його опис латиною був неповним, оскільки він не говорив саамською мовою своїх господарів і описував цю гру лише від спостереження за гравцями. Деякі елементи геймплея залишаються неоднозначними чи незрозумілими в примітках Ліннея, і деякі переклади є проблематичними.
Гра проводилась на вишитому на шкірі північного оленя полі 9×9. У своєму щоденнику Lachesis Lapponica Лінней пояснював, що гравці називали ті фігури-захисники (світлі) «шведами», а нападники (темні) — «московитами». Наступні правила ґрунтуються на англійському перекладі Lachesis Lapponica виконаному Джеймсом Едвардом Смітом в 1811 р.

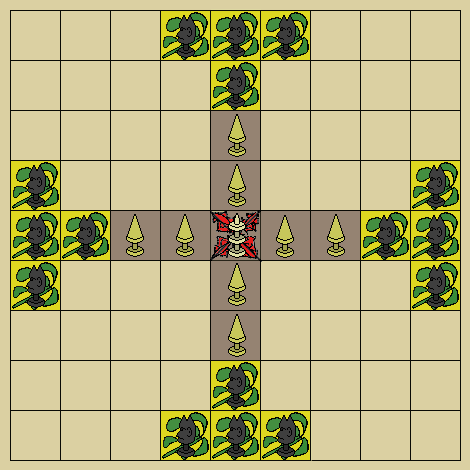
Вихідне положення таблута: світлі «шведи» починають в центрі; по краях дошки починаються темніші «московити». На основі ескізів Ліннея, відтворених Джеймсом Едвардом Смітом (1811).

- Гра відтворюється на дошці 9×9. Початкова розкладка, як показано на малюнку.
- Король розпочинає на центральній клітині (або «замку»), який ніколи не можна займати іншим фігурам.
- Вісім захисників, званих шведами, ставляться у формі хреста.
- Шістнадцять атакуючих фігур, які називаються московитами, розпочинають з чотирьох груп в центрі кожного краю дошки. (У примітках Ліннея ці клітини були вишиті, щоб позначити їх як дім московитів).
- Усі вільні клітини (нейтральна зона) можуть бути зайняті будь-якою армією під час гри.
- Шведи виграють, якщо король втікає на будь-яку клітину на краю поля.
- Московити виграють, якщо вони захоплять короля.
- Будь-яка фігура може переміститися на будь-яку кількість вільних клітин по будь-якій прямій лінії [← ↑ → ↓], але не по діагоналі (тобто фігури рухаються подібно турі в шахах).
- Ні одна фігура не може переходити через іншу фігуру на своєму шляху.
- Будь-яка фігура, крім короля, може бути захоплена і вилучена з дошки, якщо вона стає оточена з двух протилежних сторін ворогами.
- Якщо король оточений з чотирьох сторін ворогами, то він захоплений і шведи програють.
- Якщо король знаходиться на клітині, що прилягає до замку (горизонтально або вертикально) і оточений з інших трьох сторін ворогами, король захоплений і шведи програють.
- Якщо король знаходиться в замку і оточений з трьох боків нападниками, але захищений захисником з останнього боку, останнього можна захопити, зафіксувавши його між нападником та зайнятим королем замком.
- Останнє — єдина ситуація, коли нападники можуть захопити захисника проти зайнятого замку. Захисники можуть захопити нападника між своєю фігурою та зайнятим замком, оскільки король тоді бере участь у захопленні.

Можливо, це та сама гра, як збереглася до кінця 19 століття — P. A. Lindholm (1884) описує, що саами грали в подібну до шахів гру, де сторони називалися «шведи та росіяни», що відповідає термінології таблут.

### Тавлбверд
Цей варіант гри був розповсюджений в Уельсі. Грали з 8 фігурами на стороні короля і 16 на стороні нападника. Роберт Ай Іван документував його малюнком в рукописах від 1587 р., в його версію грали на дошках 11×11 з 12 фігурами на боці короля та 24 фігурами на стороні нападника. У його протоколі сказано: 
Вищезгаданий тавлбверд повинен грати з царем у центрі і дванадцятьма чоловіками в місцях поруч з ним, і двадцять чотири чоловіки прагнуть захопити його. Вони розміщені так: шість — у центрі кожної сторони дошки та у шести центральних позиціях. І двоє рухають чоловіків у грі, і якщо один з чоловічків, що належить королю, приходить між нападаючими, він мертвий і викидається з гри, і те ж саме, якщо один із нападаючих приходить між двома царськими людьми таким же чином. І якщо сам король прийде між двома зловмисниками, і якщо ви скажете «Дивись на свого царя», перш ніж він рухається в цей простір, і він не може втекти, ви його захопите. Якщо інший каже: «Я твій лігер» і йде між двома, то немає шкоди. Якщо король може пройти вздовж лінії, ця сторона виграє гру.

### Гнефатафл
Гнефатафл (інколи називається шахами вікінгів)  був популярною грою в середньовічній Скандинавії і був згаданий у кількох норвезьких сагах. Деякі з цих саґальних посилань сприяли полеміці щодо можливого використання костей при відтворенні гри. Правила гри ніколи не були чітко записані. Якщо й справді використовувалися кубики, нічого не було записано про те, як вони були використані. Археологічні та літературні джерела вказують на те, що у гнефатафл можна грати на дошці 13×13 або 11×11.  Він був популярною грою в Північній Європі під час епохи вікінгів (кінець 8-го століття), бурхливого часу, повного конфліктів. Коли в середні віки шахи набрали поплярності, правила гнефатафлу з часом були забуті. Гнефатафл був особливо популярним у країнах Північної Європи та пішов за цивілізацією вікінгів в інші частини Європи, в першу чергу на Британські острови та вікінгову країну Гардарику (Київська Русь). Гра відрізняється від місця до місця. Археологічні знахідки були здійснені в таких місцях, як Ірландія та Україна. Гнефатафл буквально перекладається як «кулачний стіл», з давньоісландської (еквівалентно в сучасній ісландській), як «кулак» і тафл , «стіл». Дослідження середньовічних рукописів та вивчення частин і дощок дозволило дослідникам з'ясувати, які могли б бути правила гри. Зокрема, правила було записано в Уельсі протягом 1587 року та в Лапландії в 1723 році.

### Алея Евангелії
Алеа Евангелії, що означає «гру євангелій»  описується, з малюнком, у коледжі Корпус-Крісті 12 ст., оксфордському рукописі 122, англосаксонської Англії. Воно було зіграно на дошці 18×18 клітин. Рукопис описує макет дошки як релігійну алегорію, але ясно, що це була гра, заснована на гнефатафл.